# Amy Tryon
Pour les articles homonymes, voir Tryon.
Amy Tryon, née le 24 février 1970 à Redmond (Washington) et morte le 12 avril 2012 à Seattle, est une cavalière de concours complet américaine.
Elle représente pour la première fois son pays aux Jeux panaméricains de 1999, terminant quatrième du concours complet individuel. Elle remporte la médaille d'or par équipe aux Jeux équestres mondiaux de 2002, mais elle se blesse sérieusement au dos à la suite d'une chute durant cette compétition.
Elle dispute les Jeux olympiques d'été de 2004, remportant une médaille de bronze en concours complet par équipe, ainsi que les Jeux olympiques d'été de 2008. Elle est aussi médaillée de bronze du concours complet individuel des Jeux équestres mondiaux de 2006.
Elle meurt d'une overdose accidentelle de médicaments à l'âge de 42 ans.